# Erythrodiplax acantha
Erythrodiplax acantha is een libellensoort uit de familie van de korenbouten (Libellulidae), onderorde echte libellen (Anisoptera).
De soort staat op de Rode Lijst van de IUCN als kritiek, beoordelingsjaar 2007.
De wetenschappelijke naam Erythrodiplax acantha is voor het eerst geldig gepubliceerd in 1942 door Donald J. Borror.